# Belägringen av Lachowicze
Belägringen av Lachowicze i nuvarande Belarus ägde rum i mitten av mars 1706.
Efter att ha vunnit slaget vid Nieśwież fortsatte det svenska Meijerfelts dragonregemente om 500 man under ledning av Johan Reinhold Trautvetter sitt pågående fälttåg i sydvästlig riktning, 40 km från Nieśwież för att även här möta kosacker i staden Lachowicze. De försvarande hade hört om de intågande svenskarna och befäst sig i stadens slott och där skulle en omkring 45 dagars lång belägring genomföras. Svenskarna lyckades den 2 maj inta befästningen efter att de försvarande soldaterna kapitulerat.

## Belägringen
Utan tillgång till artilleri eller stormningsredskap kunde inte svenskarna göra några hastiga avanceringar på slottet där runt 1100 kosacker och 300 polsk-litauiska, sachsiska styrkor blivit innestängda, utan väntade istället på förstärkningar och hopp om att försvararna någon gång skulle få slut på förnödenheter och vara tvungna till kapitulation.
Någon gång i slutet av mars anlände under ledning av Carl Gustaf Creutz 1 500 soldater, huvudsakligen bestående av ryttare från livregementet samt ett okänt antal voloscher, (polsk-litauiska trupper) under Christoffer Cyprianus Urbanowicz ledning. En regelrätt belägring av stadens fästning inleddes då, dock utan några som helst försök till stormningar då svenskarna fortfarande saknade artilleri. Förhållandena för de innestängda var givetvis svåra och man gjorde ett flertal försök till utbrytningar, men endast ett fåtal kosacker lyckades ta sig förbi den svenska omringningen. Kosackerna, som tagit med sina hästar in i befästningen började efter ett tag att slakta och äta dem för att inte svälta.

## Understöd skickas
Då den zaporizjzjska hetmanen Mazepa fått vetskap om belägringen och att hans nära vän, översten Ivan Mirovitj blivit innestängd i staden tillsammans med sitt regemente, skickade han en styrka på upp mot 4 700 man som i mitten av april tågade söderut mot Lachowicze, i hopp om att få ut dem oskadda. Denna undsättningsstyrka blev dock hårt angripen i slaget vid Kletsk efter att överste Carl Gustaf Creutz skickat ut en 1 500 man stor ryttaroffensiv mot deras läger.

## Kapitulationen
Efter att de innestängda försvararna fått syn på ryttarna under ledning av Carl Gustaf Creutz återvända till Lachowicze med ett sjuttiotal krigsfångar förstod de genast att en förlust väntade och att deras chanser var små och började då starkt fundera på kapitulation. Detta ska dock ha förhindrats av kosackerna som försörjt sig på hästkött och fortfarande velat ta upp kampen mot svenskarna. 
Belägringen fortgick till den 2 maj då svenskarna oväntat fått hjälp från naturens krafter. Då inträffade nämligen en nästan total solförmörkelse i stora delar av Europa, och så även i Lachowicze då den påbörjades strax före halv elva. Klockan 11:38 nådde den sitt maximum då 92,5 procent av solskivan var dold bakom månen. Detta ska ha präglat sig på de innestängda och gjort deras moral försvagad och sedan fått dem till att kapitulera.

## Förluster och efterskede
Efter den 45 dagar långa belägringen räknades 300 sachsare eller litauer, och runt 1 000 kosacker hade blivit tillfångatagna, inklusive Mirovitj. Dessutom erövrade svenskarna nio kanoner och nio fanor. 
Tre dagar senare anlände Karl XII till Lachowicze och beordrade en total förstöring av dess fästning.